# The Block Island Sound
Pour plus de détails, voir Fiche technique et Distribution.
The Block Island Sound est un film américain écrit, coproduit et réalisé par Kevin McManus et Matthew McManus, sorti en 2020.

## Synopsis
Le pêcheur Tom (Neville Archambault) se réveille seul sur son bateau au large du Block Island. Perplexe, il y aperçoit le désordre et une laisse de chien vide. Plus tard, dans la nuit, son fils Harry (Chris Sheffield) boit dans un bar avec des amis, dont Dale (Jim Cummings) qui ne pense qu'à la théorie du complot. Alors qu'il ramène ce dernier à la maison, cette nuit-là, Harry écrase et mutile un oiseau agonisant.
Sur la plage, on découvre bon nombre de poissons morts. Au même moment, Harry remarque l'étrange comportement de son père qui part en bateau en pleine nuit et qui devient insensible dans la conversation. Malgré quelques appréhensions, Audry (Michaela McManus), la sœur de Harry, habitant le continent du Rhode Island, est envoyée à l’Environmental Protection Agency pour enquêter sur les faits étranges des animaux sauvages, avec son collègue Paul (Ryan O’Flanagan). Audry emmène sa fille Emily (Matilda Lawler) et décide de rester sur l’île avec son père et son frère malgré leur mésentente après la mort de leur mère.
En pleine enquête d'Audry et Paul, Harry tente de s'approcher de sa nièce en lui montrant comment pêcher et attraper des grenouilles. Le comportement de Tom devient de plus en plus inquiétant, et, une nuit, la famille est réveillée par les cris d’Emily tombée du canapé, tandis que Tom plane au-dessus d'elle. C'est probablement un cauchemar, mais Audry s'inquiète pour son père. Tom part à nouveau en bateau au milieu de la nuit, et disparaît sans laisser de trace. La police locale tente de calmer Audry et Harry qui veulent bien croire que leur père s’est noyé, ce qui est bientôt prouvé : son corps est découvert sur la plage.
Harry accepte mal la mort de son père, car il aperçoit d'étranges ecchymoses et lacérations sur son visage, surtout il se rappelle d’autres signes inexpliqués et d'une radio défectueuse à bord du bateau de pêche lors de sa recherche. Très vite, la mentalité de Harry se dégrade. Son autre sœur Jen (Heidi Neidermeyer) arrive à la maison de son père pour les funérailles. Plus tard, pour en avoir le cœur net sur la mort de son père, il décide d’emprunter les matériels de plongée appartenant à l'Environmental Protection Agency pour enquêter dans la zone où Tom s’est noyé. Il se sent soudain inconscient sous l’eau, et se réveille dans le bateau : il remarque la radio est brouillée, émettant un bruit étrange.
Plus tard, la nuit, après avoir déposé Jen au ferry, Harry tombe sur un cerf en plein milieu de la route et voit soudain son père à côté de lui qui répète « Cerf. Cerf. Cerf. » : absent, il percute le cerf. Un matin, la police remarque que la voiture est abimée et ensanglantée. Il demande alors à Harry ce qui lui est arrivé. Ce dernier ne se souvient de rien. Vu que son comportement est de pire en pire inquiétant, Audry envoie son frère consulter un psychologue pour diagnostiquer l’état de Harry. Le psychologue voit que sa santé mentale peut venir de la sensibilité des champs électromagnétiques et encourage Harry et Audry à contacter un ancien patient qui a coupé tout contact de l’électronique. La folie de Harry dégénère à nouveau : il vole le chien d’un voisin, et le met à bord de son bateau en direction au Block island sound. Arrêté, le bateau tremble et tous matériels marins, y compris Harry et le chien, commencent à monter vers le ciel. Au bout de quelques minutes, Harry s’écrase sur le bateau, mais le chien a disparu, ne laissant derrière lui que sa laisse.
Furieuse de cet épisode, Audry confie la garde d'Emily à Paul, et surtout Harry. Elle rencontre enfin l’ancien patient vivant seul dans un camping-car sur le continent. Ce dernier surprend Audry et prétend que sa paranoïa est observé ou influencé par une force extraterrestre. Loin d'être perturbée par cette rencontre, elle retourne prendre le dernier ferry pour rentrer à la maison. Alors que Paul et Emily regardent un dessin animé, Harry, semi-inconscient, voit à nouveau son père prononçant « Fille. Fille. Fille. ». Au lieur de prendre sa nièce, il fuit prendre sa voiture. En chemin, il voit une joggeuse. Malgré les répétition de son père, il l'évite de justesse de la renverser et se heurte au lampadaire. La joggeuse tente de l'aider, sauf que celui-ci tente de l'attaquer la femme. Il a raté. Il retourne à la maison, où Paul est endormi à un fauteuil du salon et Emily, au lit.
Audry arrive à la maison. Elle aperçoit Paul sur le sol : il est assommé. Elle entend les cris d’Emily, dehors. Elle court vers le bateau, où Harry emmène de force Emily. Elle parvient à sauter dans le bateau qui démarre, mais n’est pas en mesure de raisonner son frère inconscient. Elle parvient à se barricader avec Emily dans la cabine du bateau. Soudain, elle se ressentent monter vers le haut du plafond, avec les matériels du bateau. le ciel une fois de plus. La porte cède, et Audry est absorbé vers le ciel, tout comme Harry. Le lendemain matin, Emily est découverte seule dans la cabine par Paul et les policiers.
Quant à Audry, loin du bateau, elle est tombée en plein océan.

## Fiche technique
Sauf indication contraire, les informations mentionnées dans cette section peuvent être confirmées par la base de données cinématographiques IMDb,  présente dans la section « Liens externes ».
- Titre original, français et québécois : The Block Island Sound
- Réalisation et scénario : Kevin McManus et Matthew McManus
- Musique : Paul Koch
- Direction artistique : Darryl F. Gariglio
- Décors : Charlie Textor
- Costumes : Natalie Como
- Photographie : Alan Gwizdowski
- Montage : Derek Desmond
- Production : Andrew van den Houten, Kevin McManus, Matthew McManus et Ashleigh Snead

Production déléguée : Giles Daoust, Jordan Rudman, Catherine Dumonceaux, Harvey Rudman et Darryl F. Gariglio
Coproduction : Roman Dent, Matt Giacheri et Peter Koch
- Sociétés de production : 30 Bones Cinema, 79th & Broadway Entertainment, Captain Intertia Productions, Hood River Entertainment et Title Media
- Société de distribution :
- Pays d'origine :  États-Unis
- Langue originale : anglais
- Format : couleur
- Genre : science-fiction horrifique
- Durée : 99 minutes
- Dates de sortie :
  - États-Unis : 28 août 2020 (FanTasia)
  - Monde : 11 mars 2021 (vidéo à la demande)

## Distribution
- Chris Sheffield (VF : Alexandre Gillet) : Harry
- Michaela McManus (VF : Françoise Cadol) : Audry
- Neville Archambault : Tom
- Ryan O’Flanagan (VF : Fabrice Fara) : Paul
- Matilda Lawler (VF : Maryne Bertieaux) : Emily
- Jim Cummings (VF : Julien Allouf) : Dale
- Jeremy Holm (VF : Pascal Germain) : Kurt
- Heidi Neidermeyer (VF : Alice Taurand) : Jen
- Willie C. Carpenter (VF : Jean-Paul Pitolin) : le chef Rogers
- Matthew Lawler : l'officier McGarry
- PJ McCabe : Gerry
- Robyn Payne (VF : Déborah Claude) : Dr Koch
- Rafay Rashid : le coroner
- Neil Santoro : Steve
- David Crossley : Ned

 Source et légende : version française (VF) sur RS Doublage

## Production

### Tournage

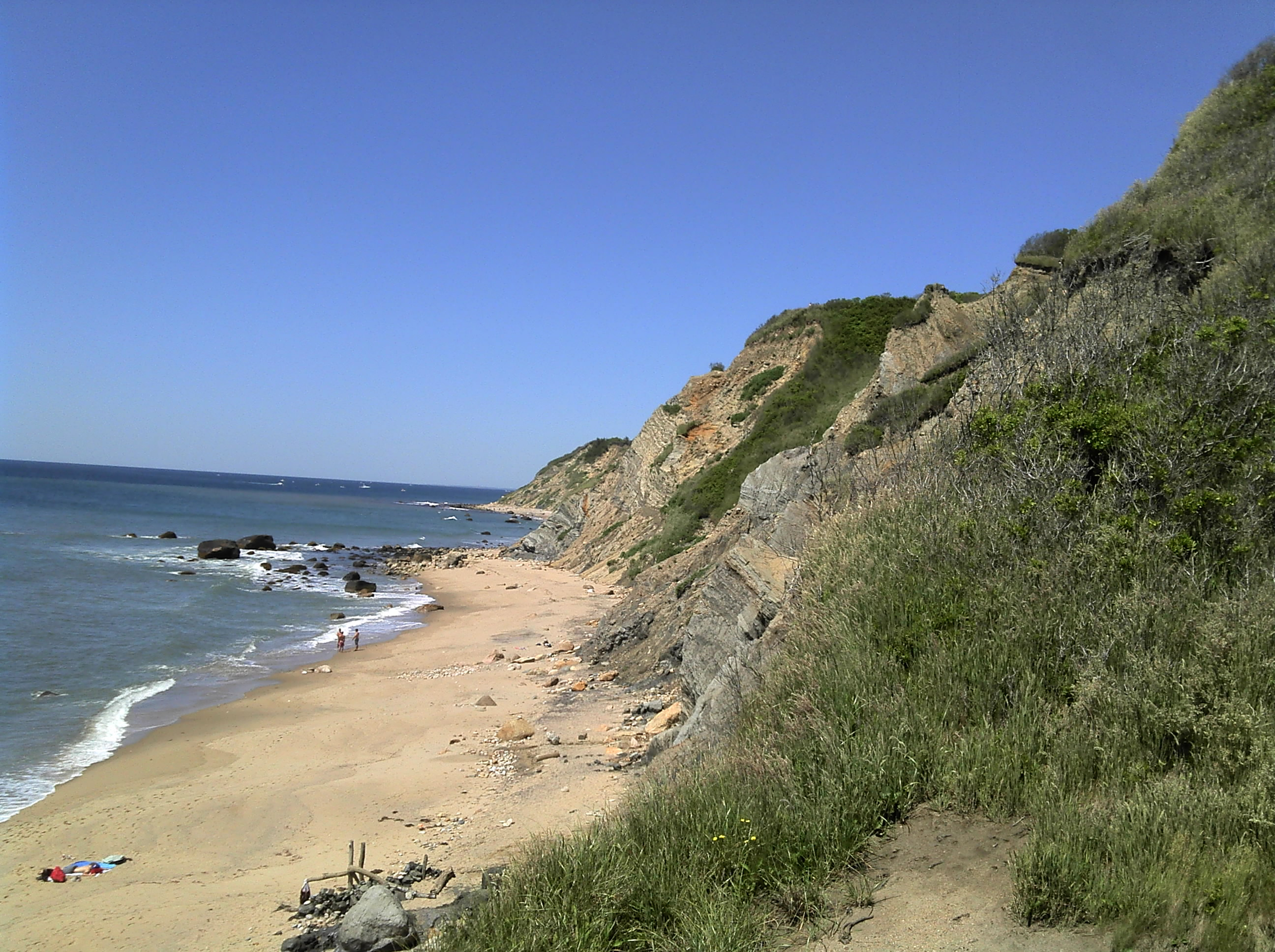
L'une des plages des collines de Mohegan (Mohegan Bluffs), à Block Island.

Le tournage a lieu sur l'île côtière du nord-est Block Island en Rhode Island, entre avril et mai 2018 par « un temps froid pour en finir avec la chaleur étouffante », où se trouve la maison de Tom (Neville Archambault) sur la rive ouest reliée à une petite jetée, également également présente dans le film, ainsi que la plage des Mohegan Bluffs et le premier parc éolien des États-Unis,.
Le Block Island Sound (en) est un détroit en plein océan Atlantique, environ seize kilomètre de large, séparant Block Island de la côte continentale du Rhode Island aux États-Unis.

### Musique
Paul Koch compose la musique du film, à Los Angeles :
1. Opening Titles (1:28)
2. Bird/Dog (1:43)
3. Fish Problem (2:51)
4. Girl, Girl, Girl (2:15)
5. Rise (2:14)
6. Catch and Release (2:51)

Kat Hughes de The Hollywood News souligne que « l'audio et la partition se combinent harmonieusement, se mêlant pour les résilier en un son incroyable, qui donne l'impression de déformer le monde. Lorsque l'on combine à d'autres visuels à couper le souffle, il est tout simplement sensationnel. La musique de Paul Koch canalise à la fois Looper et Blade Runner 2049 mais, tout comme le film, c'est une création unique ».

## Accueil

### Festival et sortie
Le film est sélectionné et présenté en avant-première mondiale, le 28 août 2020, au festival de film international de Fantasia,.
Il est mondialement sorti sur Netflix, à partir du 11 mars 2021,.

### Critique
Le film est salué par la critique. Sur Rotten Tomatoes, il mentionne une cote de moyenne de 96 % avec 26 critiques. Kalyn Corrigan de Slash Film lui note huit sur dix.